# De cadascú segons les seves capacitats, a cadascú segons les seves necessitats
De cadascú segons les seves capacitats, a cadascú segons les seves necessitats (francès: De chacun selon ses moyens, à chacun selon ses besoins; alemany: Jeder nach seinen Fähigkeiten, jedem nach seinen Bedürfnissen) és un aforisme que resumeix de manera general els principis d'una societat socialista o comunista, en el sentit original del terme.
Aquest aforisme va ser utilitzat, en diverses formes, per autors com Étienne Cabet (1788-1856) i Louis Blanc (1811-1882), i es va popularitzar especialment entre els ideòlegs del socialisme utòpic i, posteriorment, en el pensament anarquista. Va ser reprès per Karl Marx a Kritik des Gothaer Programms («Crítica del programa de Gotha»), obra pòstuma publicada el 1891, per formular el principi pel qual es regiria la fase superior de la societat comunista.

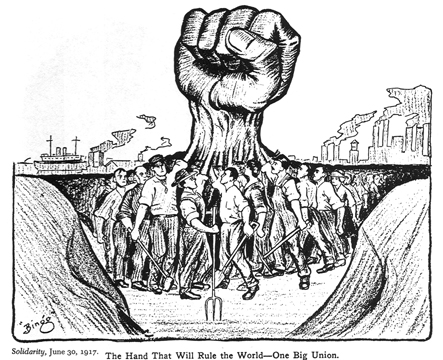

Karl Marx va escriure el 1875 la Kritik des Gothaer Programms del nou partit unificat alemany Partit Socialista Obrer d'Alemanya. La crítica se centrava en dos assumptes essencials: la manera com es plantejava la distribució del producte nacional i la seva concepció de l'Estat. Quant al primer punt, Marx proposava que la «primera fase» de la «societat comunista» es regís pel principi «a cadascú segons la seva aportació», perquè aquesta «encara apareix amb el segell de la vella societat [capitalista] de les entranyes del qual procedeix». Però aquest principi no assegurava la igualtat, ja que les capacitats dels homes no eren les mateixes, ni tampoc la seva situació familiar, per la qual cosa uns rebrien més que altres. Per això Marx proposava que a la «fase superior de la societat comunista» el principi que s'havia d'aplicar fora: «De cadascú segons les seves capacitats, a cadascú segons les seves necessitats!».